# Ackordhäst
En ackordhäst var en av svenska staten ägd häst avsedd för militärt bruk. Den var i regel kallblodshäst och under större delen av året utlämnad till enskild fodervärd. Den användes under övningsperioder då antalet stamhästar vid truppförbanden behövde utökas. Enligt vissa grunder kunde ackordhästen så småningom bli fodervärdens egendom.
Antalet ackordhästar uppgick 1914 till 11 132, 1939 till 4 860 och 1946 till 10 000 som följd av upprustningen under beredskapstiden och omsattes med cirka 10 procent per år. Tidigare inlejdes istället hästar, något som efter ackordhästarnas införande huvudsakligen skedde endast i samband med större fälttjänstövningar. Verksamheten i denna form avslutades när armén avhästades 1968.
Liknande verksamhet bedrivs idag i civil form av Stiftelsen för Ackordhästorganisationens bevarande. Varje år köper stiftelsen in svenskfödda hästar av raserna ardenner, nordsvensk brukshäst och varmblod för utplacering hos olika fodervärdar. De placeras i första hand på ridskolor och utbildningsanläggningar. Ackordhäststiftelsen äger idag (2016) drygt 300 hästar, relativt jämnt fördelat på de tre raserna.